# On the Corner

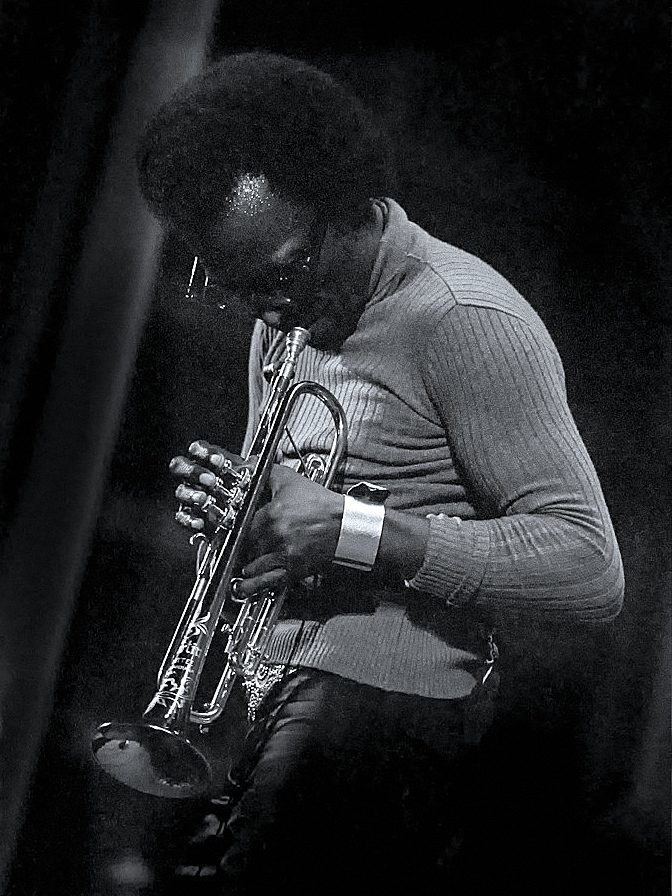
Miles Davis 1971

On the Corner ist ein Studioalbum des Jazzmusikers Miles Davis, das im Juni und Juli 1972 aufgenommen und später im selben Jahr bei Columbia Records veröffentlicht wurde. Das experimentelle Album wurde von den etablierten Jazzkritikern zum Zeitpunkt seiner Veröffentlichung verrissen und war eines von Davis’ am schlechtesten verkauften Werken. Im Laufe der Zeit wurde die Kritik milder, da es später als Vorreiter des Hip-Hop, Ambient, Drum and Bass und elektronischer Tanzmusik angesehen wurde. Laut Die Zeit gilt es sogar als „visionäres Meisterwerk.“

## Hintergrund
Davis behauptete, dass On the Corner ein Versuch war, das junge schwarze Publikum, das größtenteils das Interesse am Jazz verloren hatte, zurückzugewinnen. Zwar gibt es einen erkennbaren Rock- und Funkeinfluss in den Klangfarben der eingesetzten Instrumente, in musikalischer Hinsicht verwandte der Produzent Teo Macero Collage-Techniken, die an das Konzept der Musique concrète angelehnt waren.
Andere Kritiker vermeinten, Hinweise auf das Konzept der Minimal Music zu finden: Alle Stücke des Albums hatten Schlagzeug- und Bass-Grooves als Ausgangspunkt und waren mit melodischen Schnipseln aus stundenlangen Studiosessions bestückt. „Auf der Basis einfacher, sich endlos wiederholender funkiger Bassmuster sollte eine abstrakte Klanglandschaft entstehen, eine Polyphonie disparater Partikel unterschiedlicher Herkunft, die unabhängig voneinander herumschwirren, sich für Momente zusammenballen, ineinander verschlingen und dann wieder auseinanderdriften, die angeknipst und wieder ausgeschaltet werden.“ Als musikalische Einflüsse nannte Davis den zeitgenössischen Komponisten Karlheinz Stockhausen, der acht Jahre später mit dem Trompeter im Aufnahmestudio war, und den Arrangeur und Cellisten Paul Buckmaster, der vorbereitende Arrangements schrieb, die aber auf dem Album dann doch nicht verwendet wurden. Einige der verwendeten Grooves entstammen jedoch seinen Stücken.
Buckmaster und Davis nahmen auch das Lied Ife in einer Session am 12. Juni 1972 auf. Das Lied erschien nicht auf On the Corner, wurde aber 1974 auf dem Album Big Fun veröffentlicht.
Am 2. Oktober 2007 veröffentlichte Columbia Records weiteres Material der On-the-Corner-Sessions auf der sechs CDs umfassenden Kompilation The Complete On the Corner Sessions, wobei sich die Aufnahmen über den Zeitraum vom Juni 1972 bis zum Mai 1975 erstrecken. Einige Stücke davon wurden 2023 auf der LP Turnaround: Rare Miles from The Complete On The Corner Sessions wiederveröffentlicht.

## Titelliste
Alle Kompositionen stammen von Miles Davis
Seite 1
1. On the Corner / New York Girl / Thinkin’ One Thing and Doin’ Another / Vote for Miles – 20:02
2. Black Satin – 5:20
Seite 2
3. One and One – 6:09
4. Helen Butte / Mr. Freedom X – 23:18
Track 1 wurde am 1. Juni 1972, Track 2 am 7. Juli 1972 und die Tracks 3 und 4 am 6. Juni 1972 eingespielt.

## Rezeption

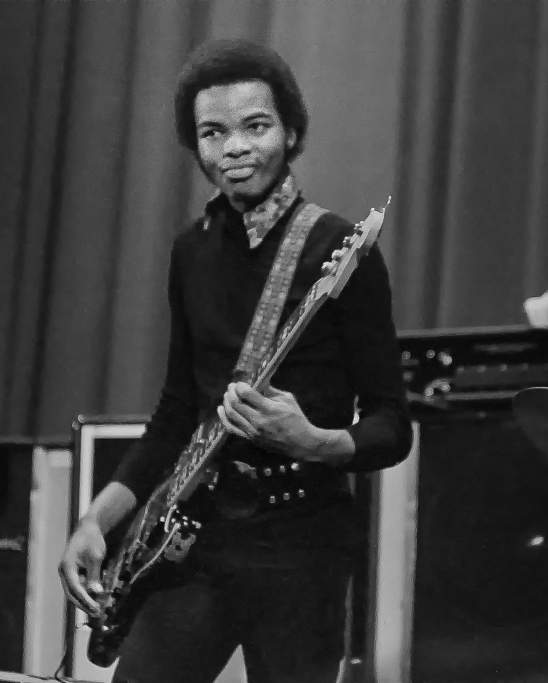
Bassist Michael Henderson 1971

Innerhalb weniger Wochen nach seiner Veröffentlichung wurde On the Corner das wohl kontroverseste Album in der Geschichte des Jazz, Kritiker beschimpften es als sich wiederholender Mist und eine Beleidigung der Intelligenz der Menschen. Stan Getz sprach gar von einem Klangbild, das dem Treffen einer Elefantenherde auf dem Friedhof gleiche. Die einzige positive Rezension stand damals nicht in einer Jazz-Zeitschrift, sondern im Rock-Magazin Rolling Stone.
Jahrzehnte später vergab hingegen Thom Jurek bei Allmusic fünf Sterne und schrieb:

“It may sound weird even today, but On the Corner is the most street record ever recorded by a jazz musician. And it still kicks.”

„Es mag selbst heute noch seltsam klingen, aber On the Corner ist das straßenmäßigste Album, das jemals von einem Jazzmusiker aufgenommen wurde. Und es ist immer noch geil.“

Die Kritiker Richard Cook und Brian Morton verliehen dem Album im Penguin Guide to Jazz lediglich 2½ Sterne (von vier) und erwähnten, die Kritiker hätten es gehasst und damit zumeist recht gehabt; „On the Corner ist ziemlich ungemilderter, dahintuckernder Funk, und man muss ganz schön nach den experimentellen Feinheiten suchen, die sonst in Miles’ kompromisslosen Aufnahmen liegen. Während sonst die Elektronik einen düsteren Underground-Sound erzeugt, wie beim apokalyptischen Konzert in Osaka – dokumentiert auf Agharta und Pangaea, ist der Klang hier dünn und unfokussiert.“
Der Davis-Biograph Peter Wießmüller bemerkte, die „vorsichtige Annäherung an die federnden Soul-Rhythmen à la James Brown oder Marvin Gaye“ zeige sich in dieser Entwicklungsphase bei On the Corner und In Concert (September 1972) nicht nur in der knalligen Covergestaltung mit den Cartoons schwarzer tanzender Hipper mit Parolen mit Vote Miles, Soul oder Free Me; Miles zeige „auch ein völliges Desinteresse an melodischen Strukturen. Jeder solistische Glanz wurde zugunsten eines kollektiven Klangkörpers verbannt. Selbst Miles’ Trompete, deren Sound mit Wah-Wah bis zur völligen Unkenntlichkeit verfremdet ist, und David Liebmans Sopranstimme ordnen sich mit phrasenhaften Kürzeln in den kollektiven Perkussionssound ein.“ Wießmüller resümiert zustimmend: „Jeder spielt nur  noch genau zum goldrichtigen Augenblick, was sich zu einem straff organisierten, federnden Energiepotential anhäuft.“

„Miles’ Musik entwickelte und veränderte sich von 1968 bis 1975 so schnell, dass die Firma Columbia mit der Produktion von Schallplatten kaum nachkam. Exzessiven Gebrauch von Loops, Delays und wah-wah-Effekten macht das Album ‚On the Corner‘ (1972). Es wirkte verstörend – nicht nur auf Jazzkritiker –, sondern auf das Publikum und Musiker gleichermaßen. ‚Eine Beleidigung für den Intellekt der Hörer‘, befand der Miles-Biograph Bill Cole. Und Stan Getz schimpfte: ‚Es klang wie eine Versammlung auf dem Elefantenfriedhof ... Diese Musik ist wertlos. Sie bedeutet nichts; es gibt keine Form, keinen Inhalt, und sie swingt fast überhaupt nicht.‘ ‚On the Corner‘ brachte eine weitere Umwertung aller Jazzwerte. Vieles, was in Miles’ Musik bis dahin (trotz aller Neuerung) so wichtig war – Improvisation und Melodik – trat in den Hintergrund. Grooves und Texturen wurden noch wichtiger. Viele DJs der Remixszene weisen darauf hin: ‚On the Corner‘ und die vielen anderen Platten des elektrischen Miles haben vorweggenommen, was im zeitgenössischen Turntablism mit seinen Loops, Samples und Grooves heute gang und gäbe ist. Und auch kreative Spieler der Ambient Music – Brian Eno etwa – und der Trance Musik betonen, wie prägend Miles’ Grooves und Texturen dieser Zeit waren.“

Pitchfork Media wählte On the Corner auf Platz 30 der 100 besten Alben der 1970er Jahre.